# Поляков, Олег Валерьевич
Олег Валерьевич Поляков (29 ноября 1990, Камышин, Волгоградская область, СССР) — российский футболист, полузащитник.

## Карьера
Воспитанник камышинского футбола. На профессиональном уровне дебютировал в составе волжской «Энергии». Несколько сезонов провел в ФНЛ, где хавбек выступал за брянское «Динамо», «Торпедо», КАМАЗ и «Армавир». В апреле 2020 года после снятия последнего клуба с первенства полузащитник на некоторое время остался без работы. В июле 2020 года хавбек подписал контракт с армянским «Урарту». В премьер-лиге дебютировал 23 августа в матче второго тура против «Пюника» (0:0).

## Достижения
- Победитель группы «Урал-Поволжье» Первенства ПФЛ (1): 2013/14.
- Победитель группы «Юг» Первенства ПФЛ (1): 2017/18.